# Dunalia
Dunalia é um género botânico pertencente à família Solanaceae.